# Liste der Kulturdenkmäler in Kleinkarlbach
In der Liste der Kulturdenkmäler in Kleinkarlbach sind alle Kulturdenkmäler der rheinland-pfälzischen Ortsgemeinde Kleinkarlbach aufgeführt. Grundlage ist die Denkmalliste des Landes Rheinland-Pfalz (Stand: 19. Dezember 2024).

## Denkmalzonen
| Bezeichnung          | Lage                          | Baujahr | Beschreibung | Bild            |
| -------------------- | ----------------------------- | ------- | --- | --------------- |
| Denkmalzone Ortskern | Hauptstraße 12–46, 17–47 Lage |         | Abschnitt der Hauptstraße einschließlich des Eckbaches von der Bann- und Backmühle bis zum ehemaligen Schul- und Rathaus einschließlich Kirche und adeligem Hof mit Schäferei, veranschaulicht die bauliche Entwicklung des Dorfes vom Mittelalter bis ins 20. Jahrhundert | Fotos hochladen |

## Einzeldenkmäler
| Bezeichnung                 | Lage                                | Baujahr                            | Beschreibung | Bild                           |
| --------------------------- | ----------------------------------- | ---------------------------------- | --- | ------------------------------ |
| Wehr                        | Bachweg, zwischen Nr. 3 und 4 Lage  | 19. Jahrhundert                    | Stauwehr des Mühlteichs, 19. Jahrhundert | BW                             |
| Schleifmühle                | Bachweg 9 Lage                      | frühes 19. Jahrhundert             | ehemalige Schleifmühle; Dreiseithof, überwiegend aus dem frühen 19. Jahrhundert; stattlicher Krüppelwalmdachbau 1808, Bruchsteinscheune | Fotos hochladen                |
| Reliefstein                 | Hauptstraße, an Nr. 12 Lage         | 1567                               | Reliefstein, bezeichnet 1567 | BW                             |
| Protestantische Pfarrkirche | Hauptstraße 20 Lage                 | 13. bis 15. Jahrhunderts           | Saalbau des 13. bis 15. Jahrhunderts, Erweiterung um 1723; Vorhalle und Turm 1931, Architekten Karl Latteyer und Hans Schneider, Ludwigshafen; auf dem ehemaligen Kirchhof barocke Grabkreuzfragmente; Kriegerdenkmal 1914/18, reliefierter Sandsteinblock, 1925 | weitere Bilder Fotos hochladen |
| Kellerpforte                | Hauptstraße, an Nr. 26 Lage         | 1586                               | Kellerpforte, bezeichnet 1586 | BW                             |
| Wohnhaus                    | Hauptstraße 29/30 Lage              | um 1600                            | Putzbau, teilweise Fachwerk, Rest einer Galerie, im Kern um 1600, Umbau bezeichnet 1713; in der Gartenmauer barocker Volutenstein, bezeichnet 1754 | BW                             |
| Wambolder Hof               | Hauptstraße 37/38 Lage              |                                    | ehemaliger Wambolder Hof; zwei im Kern mittelalterliche Wohnhäuser, erste Hälfte des 17. Jahrhunderts, Nr. 37 mit Krüppelwalmdach des 18. oder frühen 19. Jahrhunderts, im 19. Jahrhundert teilweise überformt; Nr. 38 Kellerzugang bezeichnet 1626, im 19. Jahrhundert teilweise überformt | BW                             |
| Hofanlage                   | Hauptstraße 39 Lage                 | Mitte des 18. Jahrhunderts         | straßenbildprägende Hofanlage, Mitte des 18. Jahrhunderts; spätbarocker Torhausbau, Erweiterung 1845, tonnengewölbter Keller unter einem Wirtschaftsbau bezeichnet 1745 | BW                             |
| Spolien                     | Hauptstraße, an Nr. 41 Lage         | 1720                               | Schlussstein im ehemaligen Portal, bezeichnet 1720; Schlussstein in der Scheune bezeichnet [17]48 | BW                             |
| Portal                      | Hauptstraße, an Nr. 45 Lage         | 1759                               | Portal, spätbarock, bezeichnet 1759 | BW                             |
| Schul- und Gemeindehaus     | Hauptstraße 46 Lage                 | 1839                               | ehemaliges Schul- und Gemeindehaus; kubischer Walmdachbau mit Uhrtürmchen, spätklassizistische und historisierende Motive, 1839, Architekt August von Voit; ortsbildprägend | Fotos hochladen                |
| Brunnen                     | Hauptstraße, bei Nr. 74 Lage        | 1887                               | Laufbrunnen, Gusseisen, bezeichnet 1887 | Fotos hochladen                |
| Hoftor                      | Röthenbachstraße, an Nr. 7 Lage     | zweite Hälfte des 18. Jahrhunderts | Hoftor, spätbarock | BW                             |
| Friedhof                    | südlich des Ortes an der L 517 Lage | 1880                               | 1880 angelegtes, umfriedetes Areal mit schmiedeeisernem Tor; diverse ältere Grabsteine, meist in Ädikulaform: Ehepaar Lang († 1882), O. Keppler († 1887), L. Lang († 1890), Schiffmann († 1851), S. Hammel († 1888), G. Hammel († 1901); drei Neurenaissance-Ädikulagrabmäler: K. T. Tisch († 1903), F. Ohliger († 1889), E. Speckert († 1900); M. Grallath († 1902), sockelartiges Grabmal; S. Keller († 1901) | BW                             |